# 511年
| 千纪： | 1千纪                                                                                           |
| 世纪： | 5世纪 \| 6世纪 \| 7世纪                                                                         |
| 年代： | 480年代 \| 490年代 \| 500年代 \| 510年代 \| 520年代 \| 530年代 \| 540年代                       |
| 年份： | 506年 \| 507年 \| 508年 \| 509年 \| 510年 \| 511年 \| 512年 \| 513年 \| 514年 \| 515年 \| 516年 |
| 纪年： | 辛卯年（兔年）；北魏永平四年；柔然建昌四年；南朝梁天监十年；高昌义熙二年                        |

## 大事记
- 克洛維一世去世，國土被四個兒子瓜分，分別建都奧爾良、巴黎、蘇瓦松和蘭斯，此後二百多年間法蘭克王國幾乎處於分裂之中，很少有全國統一之時。

## 出生
- 宇文導，西魏重臣。（554年逝世）

## 逝世
- 克洛維一世，墨洛溫王朝開創者。